# Matthew Davidson
Pour les articles homonymes, voir Davidson.

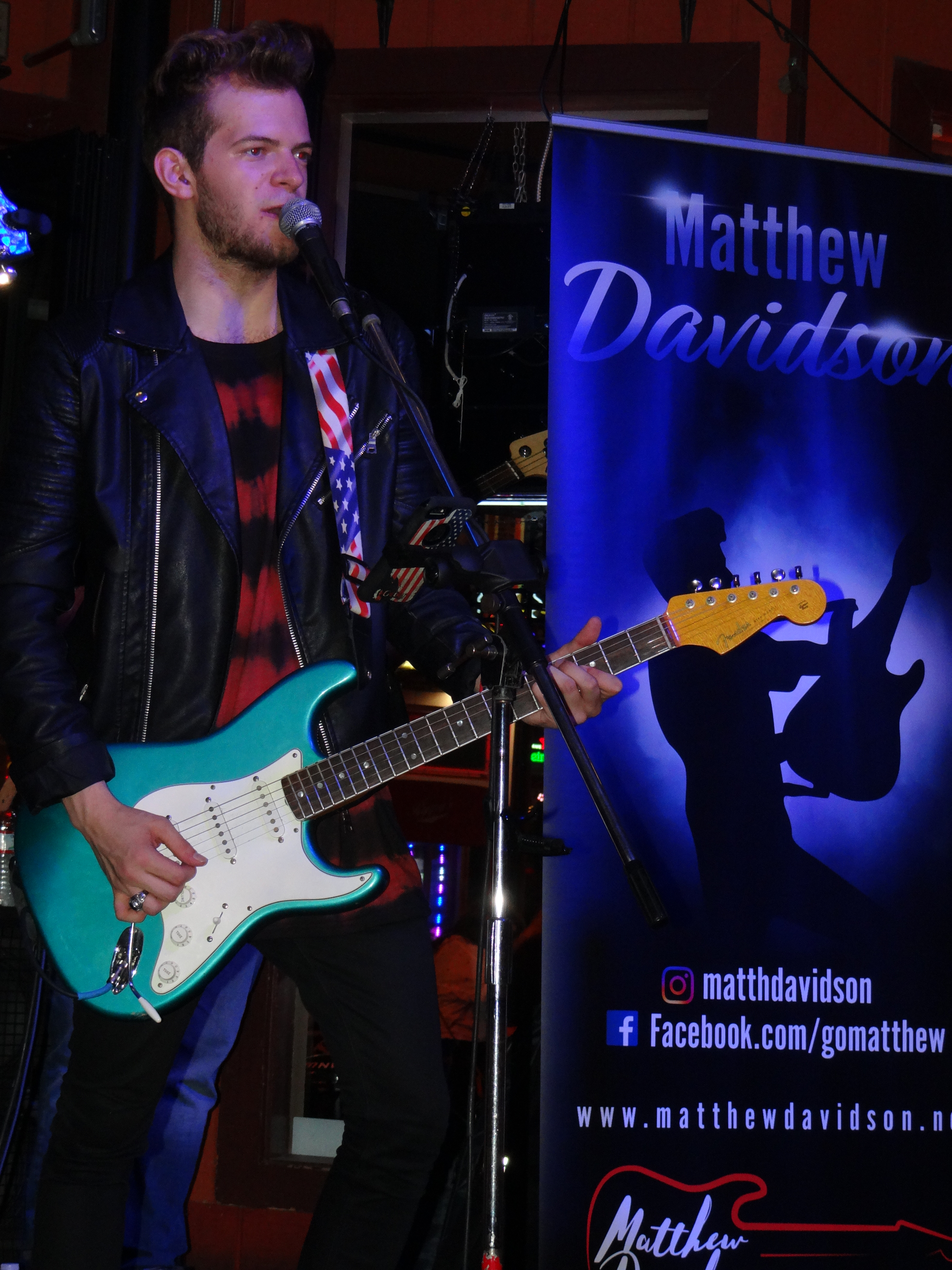
Matthew Davidson Nashville.

Matthew Davidson est un guitariste, chanteur et compositeur américain né le 18 février 1998 à Shreveport, en Louisiane.

## Biographie
Matthew Davidson vit à Nashville. Il est tourne avec Travis Denning. Il se produit au Grand Ole Opry, à Today with Hoda and Jenna, à Broadway, au centre-ville de Nashville dans des salles telles que Dierks Whiskey Row, The Stage, Legends Corner, Second Fiddle, Jason Aldean's, et chez Luke Bryan. Il est diplômé en 2020 de Belmont University avec un Bachelor of Music in Commercial Guitar. Matthew a joué de la guitare pour soutenir les artistes débutants pour Walker Hayes et Willie Nelson.